# Huntsville (Ontario)
Pour les articles homonymes, voir Huntsville.

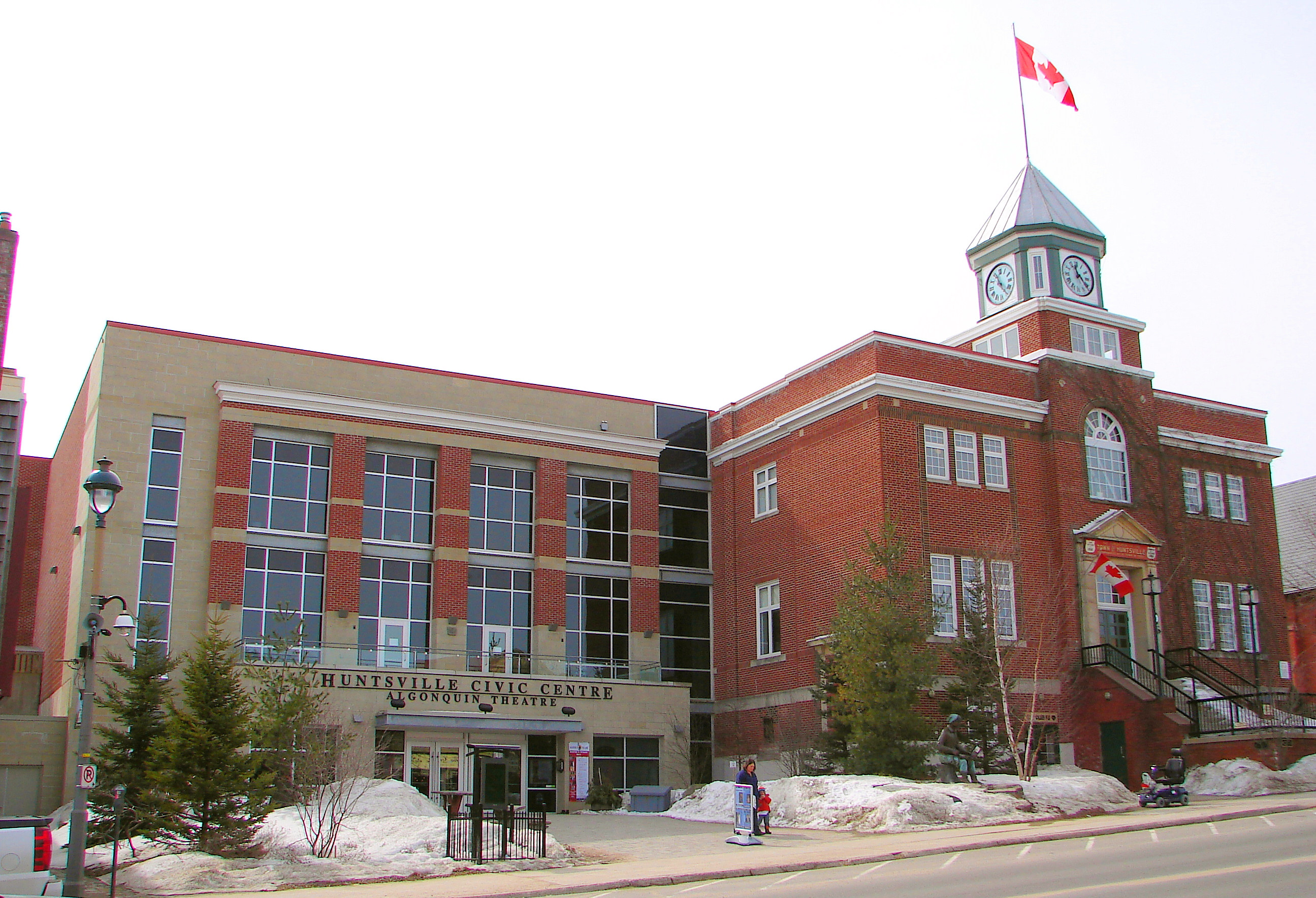
Hôtel de Ville

Huntsville est une ville de la municipalité de district de Muskoka en Ontario au Canada.
En 2010, Huntsville a accueilli le 36e sommet du G8.

## Démographie
| 2001   | 2006   | 2011   | 2016   |
| ------ | ------ | ------ | ------ |
| 17 338 | 18 280 | 19 056 | 19 816 |